# Brooklyn-Battery Tunnel
Der Brooklyn-Battery Tunnel (offiziell Hugh L. Carey Tunnel) ist ein mautpflichtiger Straßentunnel in New York City. Er verbindet unter dem East River die Inseln Manhattan und Long Island in den Stadtbezirken Manhattan und Brooklyn miteinander.
Er besteht aus zwei Röhren mit insgesamt vier Fahrspuren. Mit seinen 2779 m Länge unter dem New Yorker Hafen ist er der längste unter Wasser gebaute Fahrzeugtunnel in Nordamerika. Er bildet den Kern der Interstate 478 im Verlauf zwischen Interstate 278 und der New Yorker Staatsstraße 9A (NY-9A), West Side Highway aus Richtung World Trade Center. In Süd-Brooklyn trennt seine Mündung und die Zufahrt das Hafengebiet Red Hook vom nördlich gelegenen Stadtviertel Carroll Gardens. Vor dem Nordostufer von Governors Island steht ein Turm für die Tunnellüftung.
Der Tunnel wurde am 25. Mai 1950 eröffnet. Betrieben wird er von der Triborough Bridge and Tunnel Authority. Der Bauentwurf stammt von Ole Singstad. Mit dem Bau wurde am 28. Oktober 1940 begonnen. Durch den Zweiten Weltkrieg wurde seine Fertigstellung um Jahre verzögert. Die 105 Millionen Dollar Baukosten (entsprechend rund 2 Milliarden Dollar im Jahr 2024)  kamen von der Public Works Administration, über die Umwidmung zuvor anders veranschlagter Mittel durch New Yorks Mayor Fiorello La Guardia, und wurden über öffentliche Anleihen der Reconstruction Finance Corporation und der Triborough Bridge and Tunnel Authority aufgebracht.
Am 8. Dezember 2010 beschloss der New Yorker Gesetzgeber, den Brooklyn–Battery Tunnel nach dem ehemaligen Gouverneur Hugh Carey zu benennen. Die Umbenennung in Hugh L. Carey Tunnel erfolgte offiziell am 22. Oktober 2012.
Am 29. Oktober 2012 wurde der Tunnel von einer durch Hurrikan Sandy ausgelösten Sturmflut vollständig überschwemmt. Die Oströhre wurde nach drei Wochen, die Weströhre eine Woche darauf wieder geöffnet. Für Reparaturarbeiten und verbesserten Hochwasserschutz erhielt die Metropolitan Transportation Authority mehr als 336 Millionen Dollar von der Federal Emergency Management Agency.

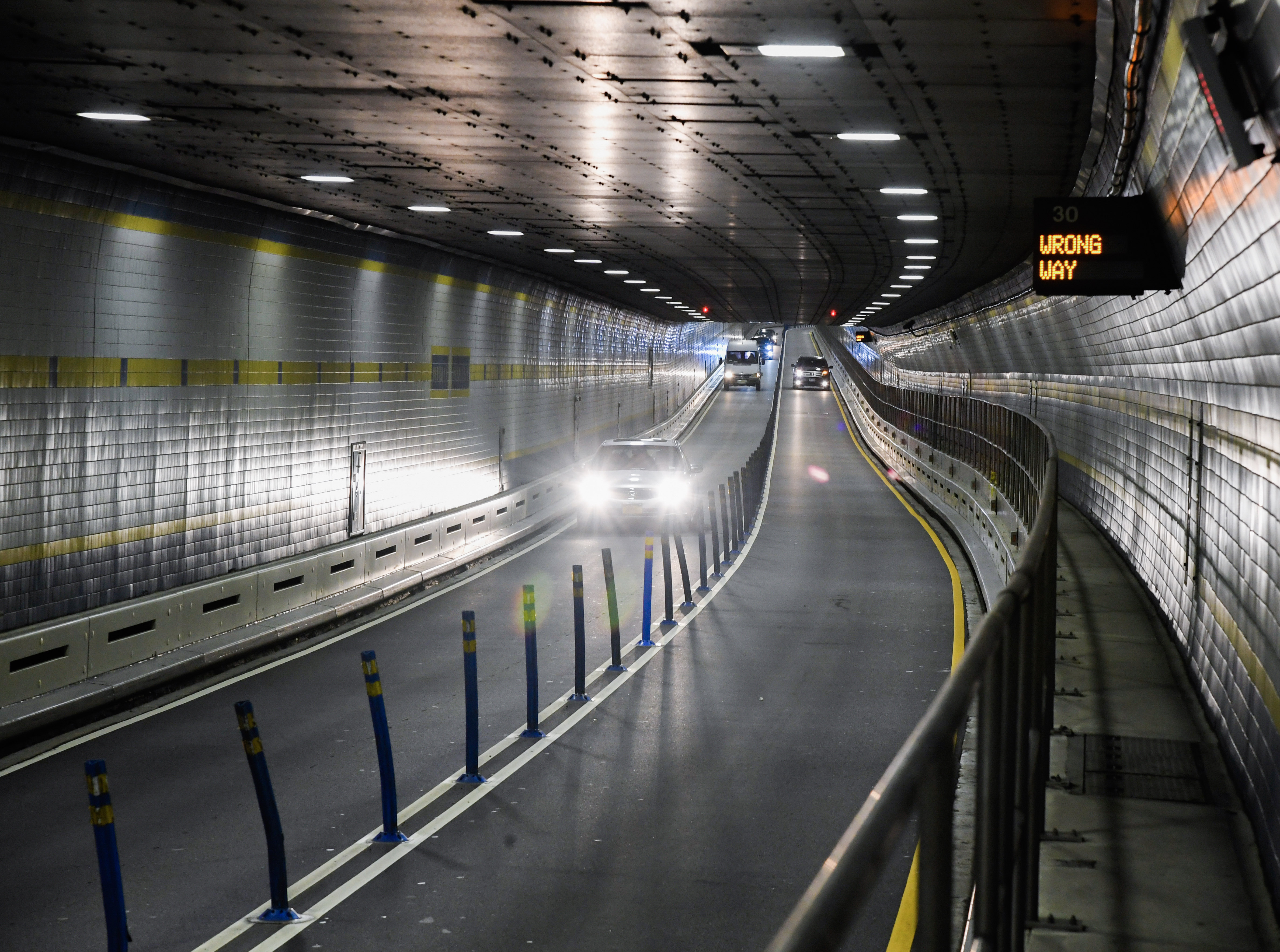
Innenansicht der Oströhre (2020)
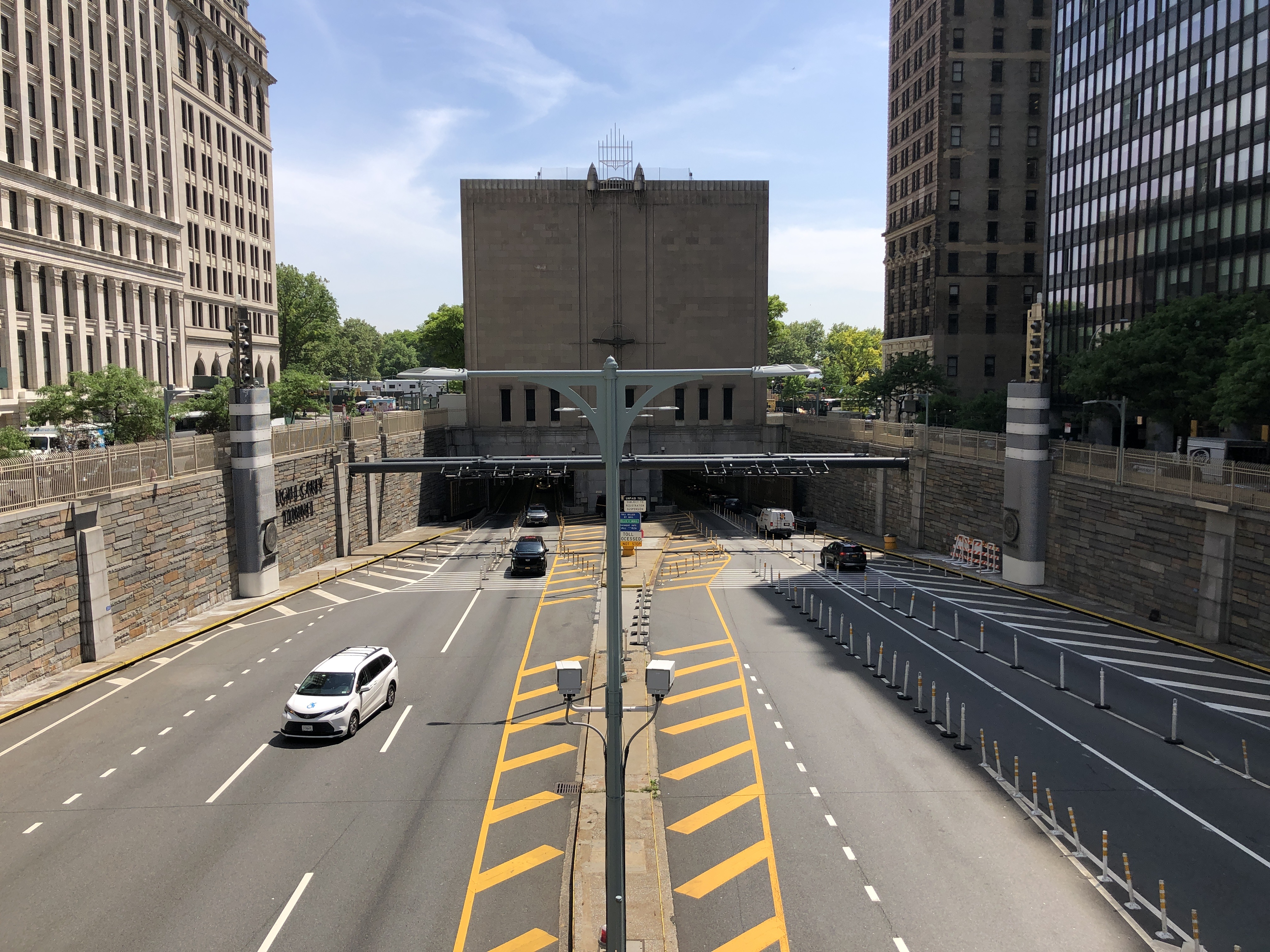
Tunnelportal in Manhattan
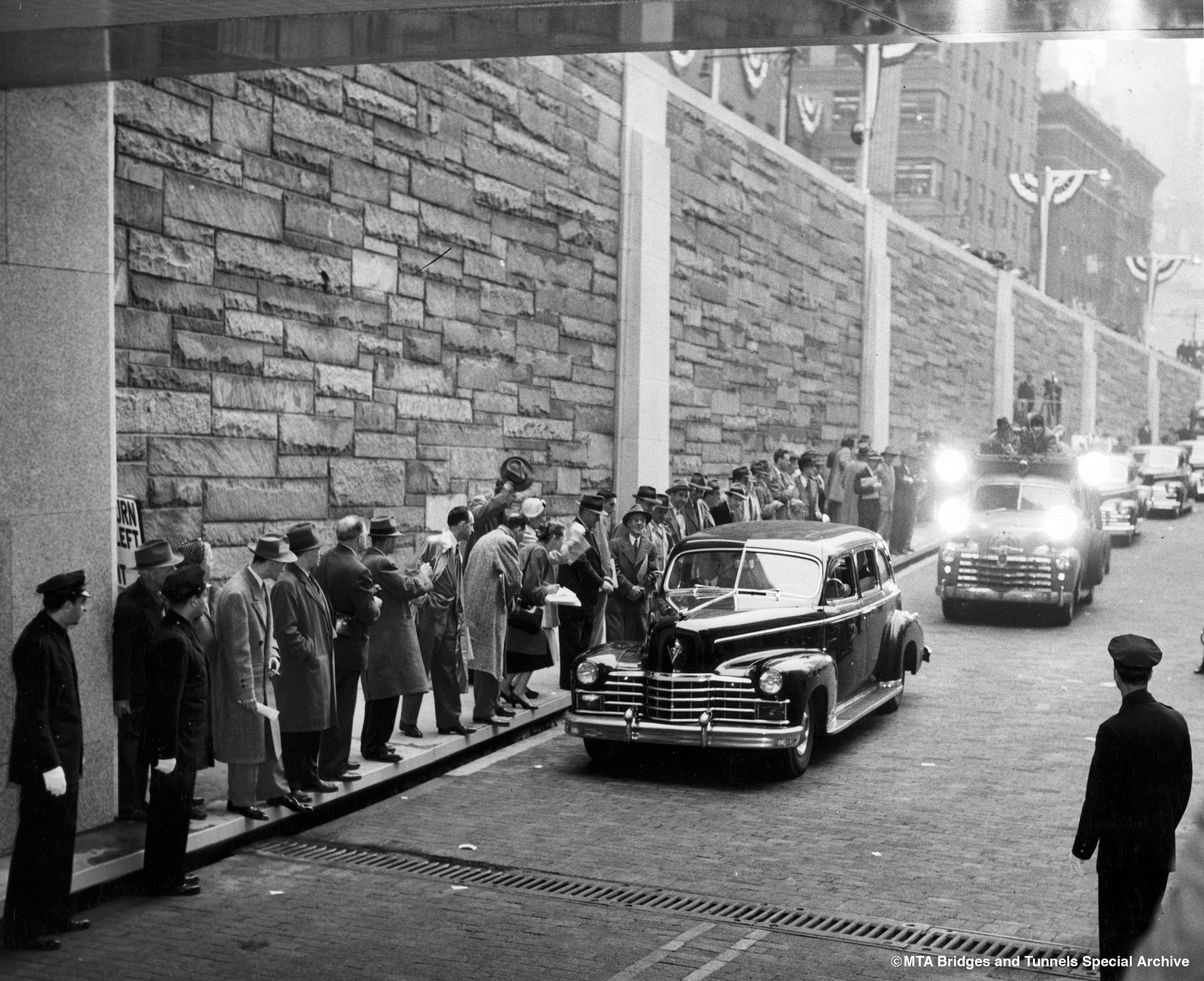
Feierliche Eröffnung 1950
Tunnel-Logo
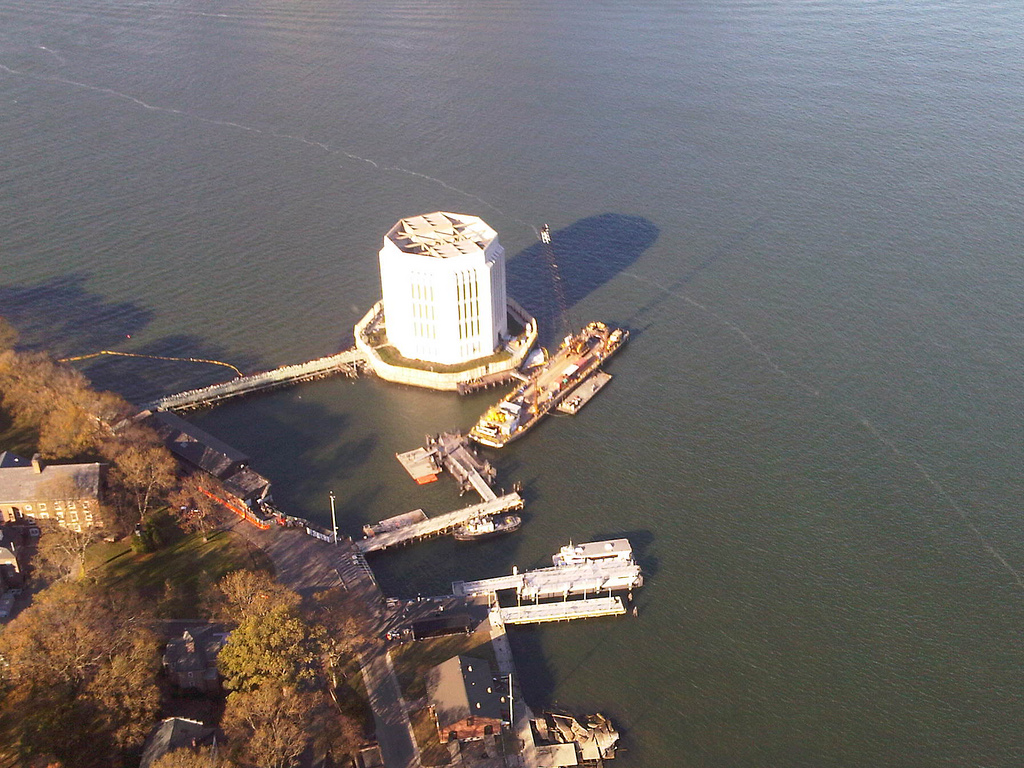
Lüftungsturm vor Governors Island
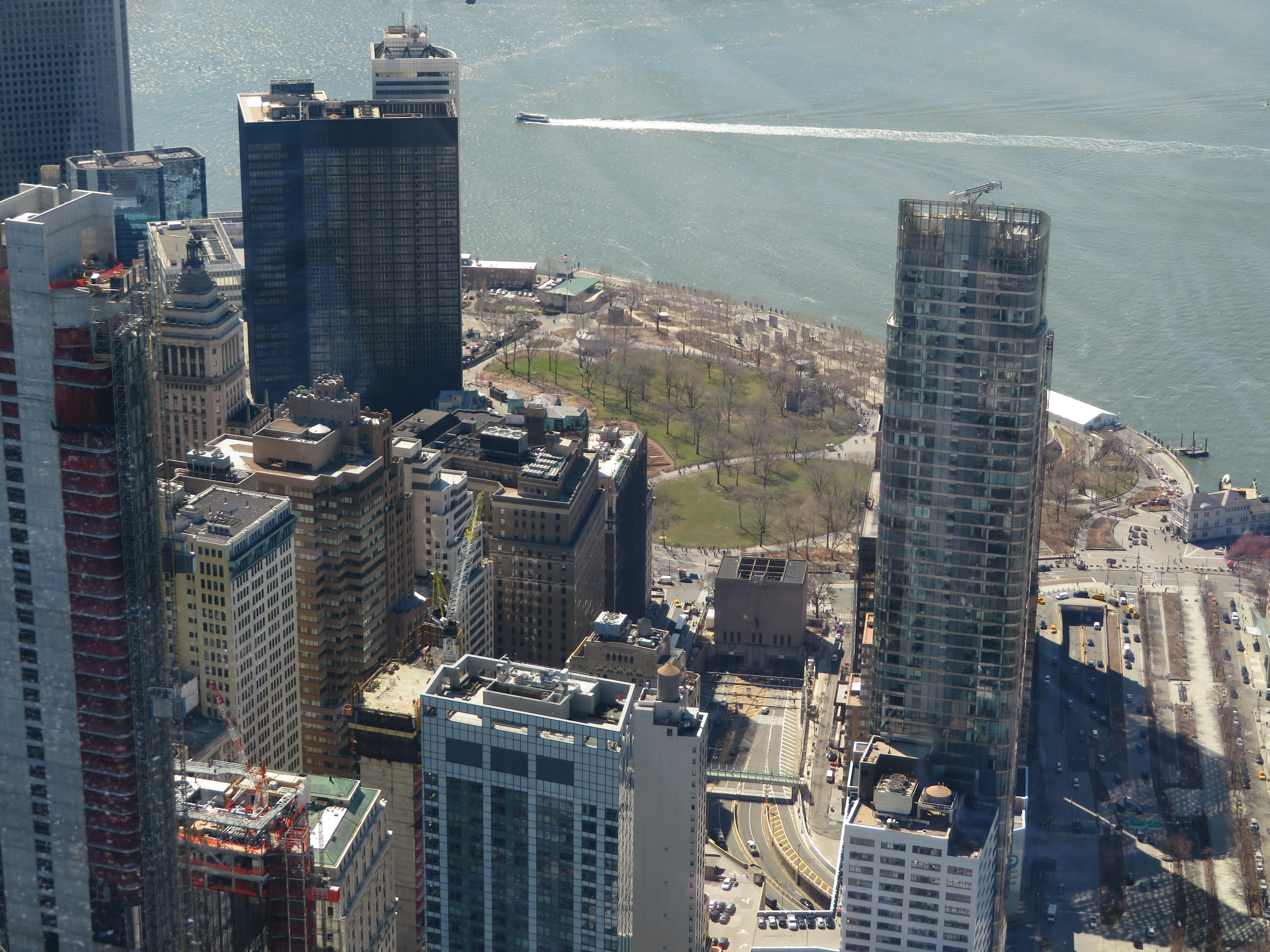
Zufahrten in Manhattan: Battery Park Underpass (ganz rechts) und Brooklyn–Battery Tunnel (halbrechts)
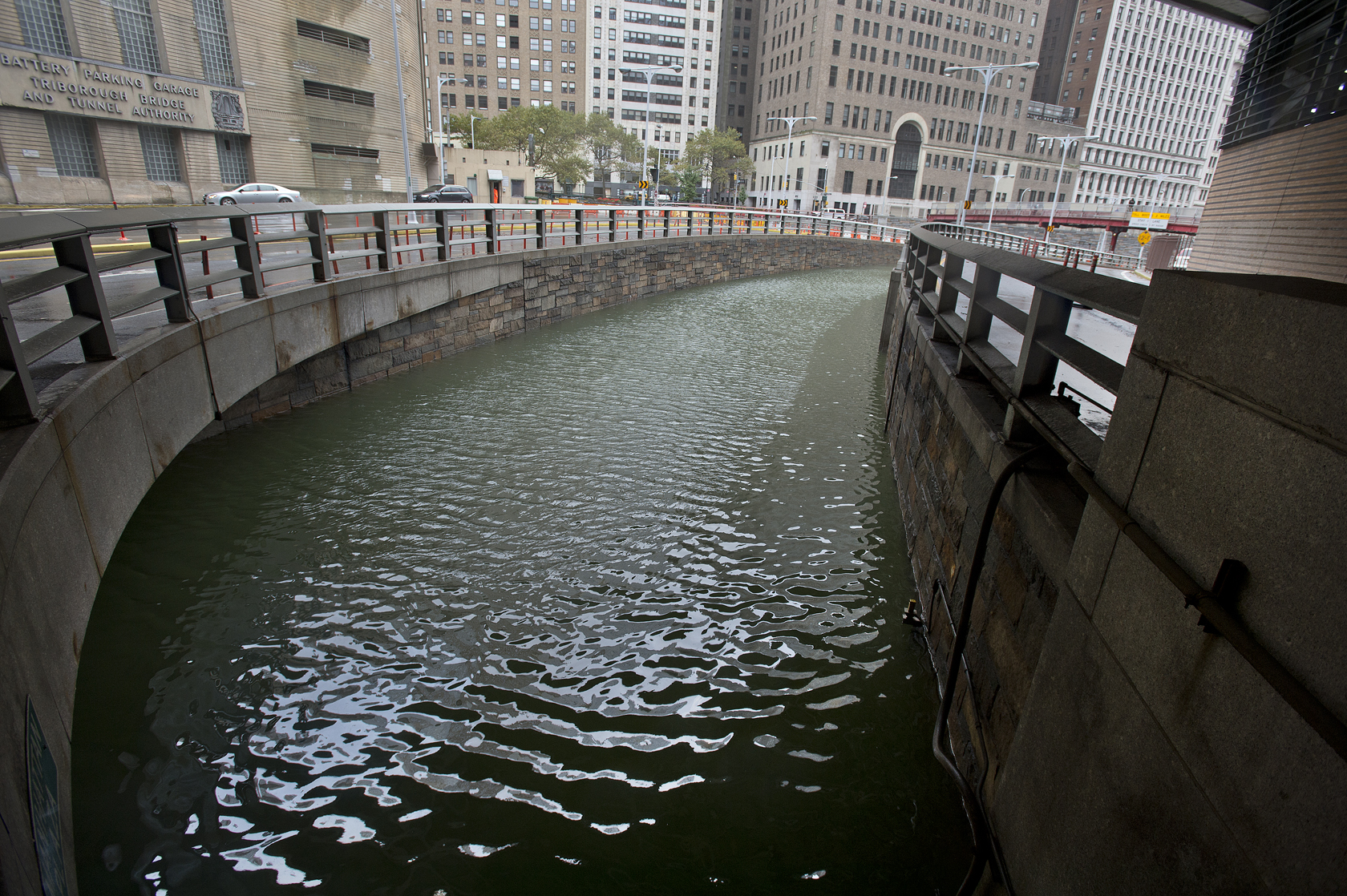
Manhattan-Einfahrt nach Sturmflut 2012
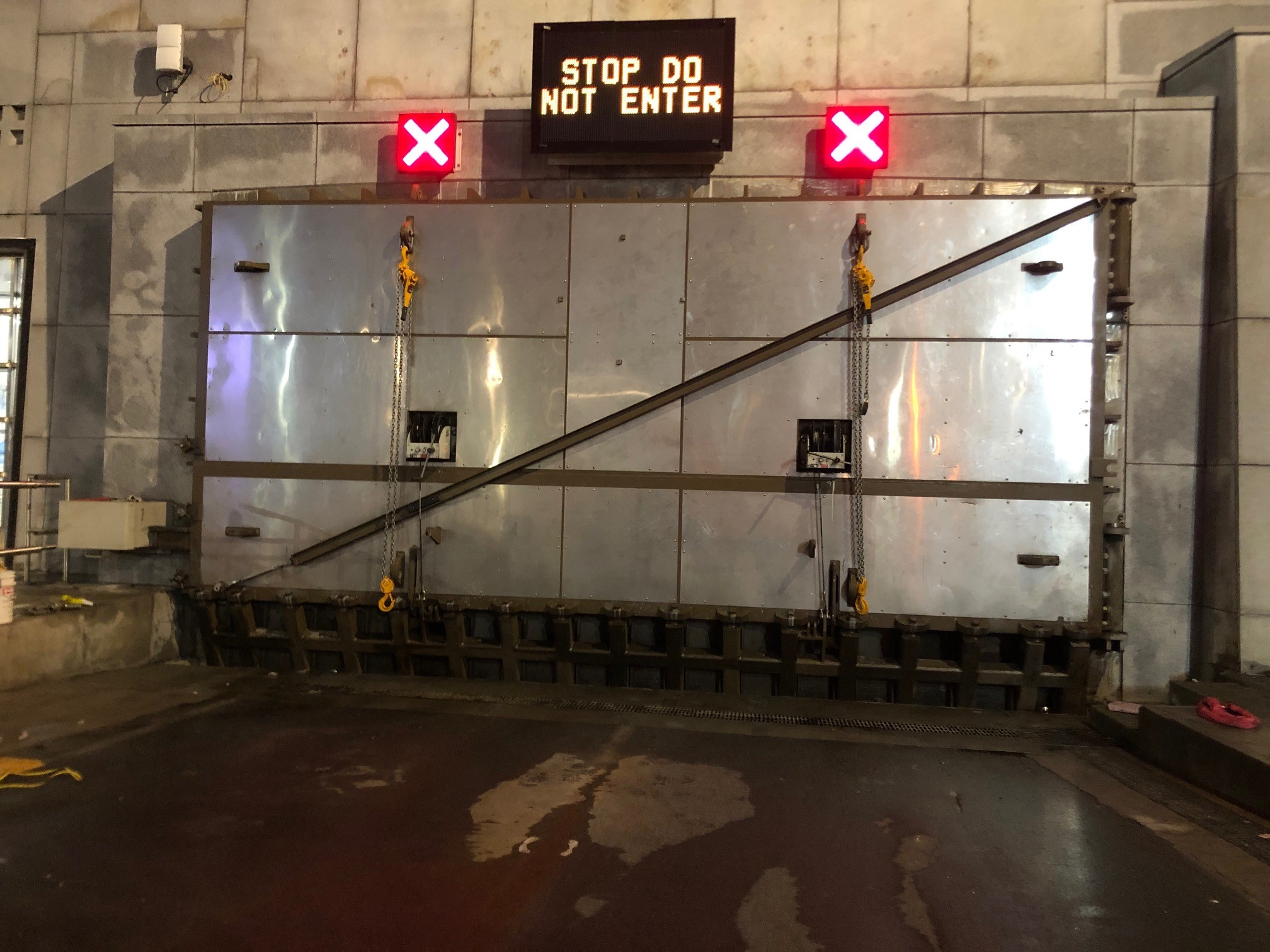
Portal mit neuem Flutschutztor (2020)

## Nachweise
1. ↑  Brooklyn-Battery Tunnel – New York to Brooklyn NY. In: Living New Deal. Abgerufen am 18. Februar 2025 (englisch).
2. ↑  Erin Durkin: Carey on! Battery Tunnel renamed after former governor. In: New York Daily News. 22. Oktober 2012, abgerufen am 18. Februar 2025 (englisch).
3. ↑  Brooklyn-Battery Tunnel reopens to cars. In: Brooklyn Eagle. 13. November 2012, abgerufen am 18. Februar 2025 (englisch).
4. ↑  Schumer, Gillibrand Announce Over $336 Million In Federal Sandy Funding For MTA’s Brooklyn Battery Tunnel & Queens Midtown Tunnel. In: Kirsten Gillibrand U.S. Senator for New York. 4. Dezember 2014, abgerufen am 18. Februar 2025 (englisch).